# Coupe du monde des clubs de la FIFA 2006
Navigation
Japon 2005 Japon 2007
La Coupe du monde des clubs 2006 est la troisième édition de la Coupe du monde des clubs de la FIFA. Elle s'est tenue du 10 au 16 décembre 2006 au Japon, pour la deuxième fois de son histoire.
Les clubs champions continentaux des six confédérations continentales de football disputent le tournoi.
Le SC Internacional remporte la finale de la compétition en battant par un but à zéro le FC Barcelone.

## Clubs qualifiés
Les équipes participant à la compétition, sont les vainqueurs des plus grandes compétitions inter-clubs de chaque confédération. 
Le comité exécutif de la FIFA souhaitait introduire un barrage entre le vainqueur du pays organisateur et le champion d'Océanie puisque l'Australie a quitté l'OFC pour la confédération asiatique. Cependant, ce nouveau format est rejeté lors de cette édition et est reporté à la suivante.
| Club                     | Pays                     | Confédération            | Épreuve qualificative                   |
| Rentrent en demi-finales | Rentrent en demi-finales | Rentrent en demi-finales | Rentrent en demi-finales                |
| ------------------------ | ------------------------ | ------------------------ | --------------------------------------- |
| SC Internacional         | Brésil                   | CONMEBOL                 | Copa Libertadores 2006                  |
| FC Barcelone             | Espagne                  | UEFA                     | Ligue des champions de l'UEFA 2005-2006 |
| Rentrent au premier tour |                          |                          |                                         |
| Club América             | Mexique                  | CONCACAF                 | Coupe des champions de la CONCACAF 2006 |
| Chonbuk Hyundai          | Corée du Sud             | AFC                      | Ligue des champions de l'AFC 2006       |
| Al Ahly SC               | Égypte                   | CAF                      | Ligue des champions de la CAF 2006      |
| Auckland City            | Nouvelle-Zélande         | OFC                      | Coupe des champions d'Océanie 2006      |

## Organisation
| \| Toyota Yokohama Tokyo \| Sites de la Coupe du monde des clubs 2006 |
| Toyota Yokohama Tokyo                                                 |

| Toyota Yokohama Tokyo |

| \| Toyota Yokohama Tokyo \| Sites de la Coupe du monde des clubs 2006 |
| Toyota Yokohama Tokyo                                                 |

| Toyota Yokohama Tokyo |

| Premier tour           | 10-11 décembre |
| Match pour la 5e place | 15 décembre    |
| Demi-finales           | 13-14 décembre |
| Match pour la 3e place | 17 décembre    |
| Finale                 | 17 décembre    |

| Afrique - Jerome Damon Assistants : - Enock Molefe - Celestin Ntagungira Asie - Khalil Al Ghamdi - Subkhiddin Mohd Salleh Assistants : - Eisa Ghuloum - Hamdi Al Kadrie | CONCACAF - Carlos Batres Assistants : - Carlos Pastrana - Leonel Leal CONMEBOL - Oscar Ruiz Assistants : - Wilson Berrio - Rafael Yanez |

## Tournoi
Les rencontres du tournoi se disputent selon les lois du jeu, qui sont les règles du football définies par l'International Football Association Board (IFAB).
En cas d'égalité à l'issue du temps réglementaire, une prolongation de 30 minutes est jouée (sauf pour les matchs de classement) et le cas échéant une séance de tirs au but.

### Tableau
|  | Premier tour         | Premier tour           | Premier tour         | Premier tour         |                     |              | Demi-finales        | Demi-finales        | Demi-finales                  | Demi-finales                  |                               |                               | Finale                 | Finale                 | Finale                 | Finale                 |
|  |                      |                        |                      |                      |                     |              |                     |                     |                               |                               |                               |                               |                        |                        |                        |                        |
|  | 10 décembre - Toyota | 10 décembre - Toyota   | 10 décembre - Toyota | 10 décembre - Toyota |                     |              | 13 décembre - Tokyo | 13 décembre - Tokyo | 13 décembre - Tokyo           | 13 décembre - Tokyo           |                               |                               | 17 décembre - Yokohama | 17 décembre - Yokohama | 17 décembre - Yokohama | 17 décembre - Yokohama |
|  | 10 décembre - Toyota | 10 décembre - Toyota   | 10 décembre - Toyota | 10 décembre - Toyota |                     |              | 13 décembre - Tokyo | 13 décembre - Tokyo | 13 décembre - Tokyo           | 13 décembre - Tokyo           |                               |                               | 17 décembre - Yokohama | 17 décembre - Yokohama | 17 décembre - Yokohama | 17 décembre - Yokohama |
|  | Auckland City        | Auckland City          | 0                    | 0                    |                     |              | 13 décembre - Tokyo | 13 décembre - Tokyo | 13 décembre - Tokyo           | 13 décembre - Tokyo           |                               |                               | 17 décembre - Yokohama | 17 décembre - Yokohama | 17 décembre - Yokohama | 17 décembre - Yokohama |
|  | Auckland City        | Auckland City          | 0                    | 0                    |                     |              | 13 décembre - Tokyo | 13 décembre - Tokyo | 13 décembre - Tokyo           | 13 décembre - Tokyo           |                               |                               | 17 décembre - Yokohama | 17 décembre - Yokohama | 17 décembre - Yokohama | 17 décembre - Yokohama |
|  | Al Ahly SC           | Al Ahly SC             | 2                    | 2                    |                     |              | 13 décembre - Tokyo | 13 décembre - Tokyo | 13 décembre - Tokyo           | 13 décembre - Tokyo           |                               |                               | 17 décembre - Yokohama | 17 décembre - Yokohama | 17 décembre - Yokohama | 17 décembre - Yokohama |
|  | Al Ahly SC           | Al Ahly SC             | 2                    | 2                    | Al Ahly SC          | Al Ahly SC   | 1                   | 1                   |                               |                               |                               |                               | 17 décembre - Yokohama | 17 décembre - Yokohama | 17 décembre - Yokohama | 17 décembre - Yokohama |
|  |                      |                        |                      |                      | Al Ahly SC          | Al Ahly SC   | 1                   | 1                   |                               |                               |                               |                               | 17 décembre - Yokohama | 17 décembre - Yokohama | 17 décembre - Yokohama | 17 décembre - Yokohama |
|  |                      |                        | SC Internacional     | SC Internacional     | 2                   | 2            |                     |                     |                               |                               |                               |                               | 17 décembre - Yokohama | 17 décembre - Yokohama | 17 décembre - Yokohama | 17 décembre - Yokohama |
|  |                      |                        |                      |                      | 2                   | 2            |                     |                     |                               |                               |                               |                               | 17 décembre - Yokohama | 17 décembre - Yokohama | 17 décembre - Yokohama | 17 décembre - Yokohama |
|  |                      | 14 décembre - Yokohama |                      |                      |                     |              |                     |                     |                               |                               |                               |                               | 17 décembre - Yokohama | 17 décembre - Yokohama | 17 décembre - Yokohama | 17 décembre - Yokohama |
|  |                      |                        |                      |                      |                     |              |                     |                     |                               |                               |                               |                               | 17 décembre - Yokohama | 17 décembre - Yokohama | 17 décembre - Yokohama | 17 décembre - Yokohama |
|  | SC Internacional     | SC Internacional       | 1                    | 1                    |                     |              |                     |                     |                               |                               |                               |                               |                        |                        |                        |                        |
|  | SC Internacional     | SC Internacional       | 1                    | 1                    | 11 décembre - Tokyo |              |                     |                     |                               |                               |                               |                               |                        |                        |                        |                        |
|  |                      |                        | FC Barcelone         | FC Barcelone         | 0                   | 0            |                     |                     |                               |                               |                               |                               |                        |                        |                        |                        |
|  | Chonbuk Hyundai      | Chonbuk Hyundai        | FC Barcelone         | FC Barcelone         | 0                   | 0            | 0                   | 0                   |                               |                               |                               |                               |                        |                        |                        |                        |
|  | Chonbuk Hyundai      | Chonbuk Hyundai        |                      |                      |                     |              |                     |                     |                               |                               |                               |                               |                        |                        |                        |                        |
|  | Club América         | Club América           | 1                    | 1                    |                     |              |                     |                     |                               |                               |                               |                               |                        |                        |                        |                        |
|  | Club América         | Club América           | 1                    | 1                    | Club América        | Club América | 0                   | 0                   | Match pour la troisième place | Match pour la troisième place | Match pour la troisième place | Match pour la troisième place |                        |                        |                        |                        |
|  |                      |                        |                      |                      | Club América        | Club América | 0                   | 0                   | Match pour la troisième place | Match pour la troisième place | Match pour la troisième place | Match pour la troisième place |                        |                        |                        |                        |
|  |                      |                        | FC Barcelone         | FC Barcelone         | 4                   | 4            |                     |                     | 17 décembre - Yokohama        | 17 décembre - Yokohama        | 17 décembre - Yokohama        | 17 décembre - Yokohama        |                        |                        |                        |                        |
|  |                      |                        |                      |                      | 4                   | 4            |                     |                     | 17 décembre - Yokohama        | 17 décembre - Yokohama        | 17 décembre - Yokohama        | 17 décembre - Yokohama        |                        |                        |                        |                        |
|  |                      |                        |                      |                      |                     |              |                     | Al Ahly SC          | Al Ahly SC                    | 2                             | 2                             |                               |                        |                        |                        |                        |
|  |                      |                        |                      |                      |                     |              |                     | Al Ahly SC          | Al Ahly SC                    | 2                             | 2                             |                               |                        |                        |                        |                        |
|  | Club América         | Club América           | 1                    | 1                    |                     |              |                     |                     |                               |                               |                               |                               |                        |                        |                        |                        |
|  |                      |                        |                      |                      |                     |              |                     |                     |                               |                               |                               |                               |                        |                        |                        |                        |

### Premier tour
| 10 décembre 2006 | Auckland City | 0 – 2   | Al Ahly SC                                | Stade de Toyota, Toyota City                      |                                                   |
| 19 h 20 (UTC+9)  |               | (0 – 0) | 51e Flávio Amado · 73e Mohamed Aboutreika | Spectateurs : 29 922 Arbitrage : Khalil Al Ghamdi | Spectateurs : 29 922 Arbitrage : Khalil Al Ghamdi |
| 19 h 20 (UTC+9)  | Rapport       |         |                                           | Spectateurs : 29 922 Arbitrage : Khalil Al Ghamdi | Spectateurs : 29 922 Arbitrage : Khalil Al Ghamdi |

| 11 décembre 2006 | Chonbuk Hyundai | 0 – 1   | Club América      | Stade National, Tokyo                         |                                               |
| 19 h 20 (UTC+9)  |                 | (0 – 0) | 79e Ricardo Rojas | Spectateurs : 34 197 Arbitrage : Jerome Damon | Spectateurs : 34 197 Arbitrage : Jerome Damon |
| 19 h 20 (UTC+9)  | Rapport         |         |                   | Spectateurs : 34 197 Arbitrage : Jerome Damon | Spectateurs : 34 197 Arbitrage : Jerome Damon |

#### Match pour la5eplace
| 15 décembre 2006 | Auckland City | 0 – 3   | Chonbuk Hyundai                                                          | Stade National, Tokyo                             |                                                   |
| 19 h 20 (UTC+9)  |               | (0 – 2) | 17e Lee Hyun-seung (en) · 31e Kim Hyeung-bum (en) · 73e (pen.) Zé Carlos | Spectateurs : 23 258 Arbitrage : Khalil Al Ghamdi | Spectateurs : 23 258 Arbitrage : Khalil Al Ghamdi |
| 19 h 20 (UTC+9)  | Rapport       |         |                                                                          | Spectateurs : 23 258 Arbitrage : Khalil Al Ghamdi | Spectateurs : 23 258 Arbitrage : Khalil Al Ghamdi |

### Demi-finales
| 13 décembre 2006 | Al Ahly SC       | 1 – 2   | SC Internacional                      | Stade National, Tokyo                                   |                                                         |
| 19 h 20 (UTC+9)  | Flávio Amado 54e | (0 – 1) | 23e Alexandre Pato · 72e Luiz Adriano | Spectateurs : 33 690 Arbitrage : Subkhiddin Mohd Salleh | Spectateurs : 33 690 Arbitrage : Subkhiddin Mohd Salleh |
| 19 h 20 (UTC+9)  | Rapport          |         |                                       | Spectateurs : 33 690 Arbitrage : Subkhiddin Mohd Salleh | Spectateurs : 33 690 Arbitrage : Subkhiddin Mohd Salleh |

| 14 décembre 2006 | Club América | 0 – 4   | FC Barcelone                                                          | Stade Nissan, Yokohama                      |                                             |
| 19 h 20 (UTC+9)  |              | (0 – 2) | 11e Eiður Guðjohnsen · 30e Rafael Márquez · 65e Ronaldinho · 85e Deco | Spectateurs : 62 316 Arbitrage : Óscar Ruiz | Spectateurs : 62 316 Arbitrage : Óscar Ruiz |
| 19 h 20 (UTC+9)  | Rapport      |         |                                                                       | Spectateurs : 62 316 Arbitrage : Óscar Ruiz | Spectateurs : 62 316 Arbitrage : Óscar Ruiz |

### Match pour la3eplace
| 17 décembre 2006 | Al Ahly SC                                      | 2 - 1   | Club América         | Stade Nissan, Yokohama                        |                                               |
| 16 h 20 (UTC+9)  | Mohamed Aboutreika 42e · Mohamed Aboutreika 79e | (1 - 0) | 59e Salvador Cabañas | Spectateurs : 51 641 Arbitrage : Jerome Damon | Spectateurs : 51 641 Arbitrage : Jerome Damon |
| 16 h 20 (UTC+9)  | Rapport                                         |         |                      | Spectateurs : 51 641 Arbitrage : Jerome Damon | Spectateurs : 51 641 Arbitrage : Jerome Damon |

### Finale
| 17 décembre 2006 | SC Internacional   | 1 - 0   | FC Barcelone | Stade Nissan, Yokohama | |
| 19 h 20 (UTC+9)  | Adriano Gabiru 82e | (0 - 0) |              | Spectateurs : 67 128 Arbitrage : Carlos Batres (Principal) Carlos Pastrana (Assistant) Leonel Leal (Assistant) Subkhiddin Mohd Salleh (Quatrième) | Spectateurs : 67 128 Arbitrage : Carlos Batres (Principal) Carlos Pastrana (Assistant) Leonel Leal (Assistant) Subkhiddin Mohd Salleh (Quatrième) |
| 19 h 20 (UTC+9)  | Rapport            |         |              | Spectateurs : 67 128 Arbitrage : Carlos Batres (Principal) Carlos Pastrana (Assistant) Leonel Leal (Assistant) Subkhiddin Mohd Salleh (Quatrième) | Spectateurs : 67 128 Arbitrage : Carlos Batres (Principal) Carlos Pastrana (Assistant) Leonel Leal (Assistant) Subkhiddin Mohd Salleh (Quatrième) |

| Internacional | FC Barcelone |

| G             | 1  | Clemer (en)              |  |             |
| D             | 2  | Ceará                    |  |             |
| D             | 3  | Índio                    |  | 45e         |
| D             | 4  | Fabiano Eller            |  |             |
| D             | 15 | Rubens Cardoso (en)      |  |             |
| M             | 5  | Wellington Monteiro (en) |  |             |
| M             | 7  | Alex                     |  | 46e         |
| M             | 8  | Edinho Campos (en)       |  |             |
| M             | 9  | Fernandão                |  | 76e         |
| M             | 10 | Iarley                   |  | 93e         |
| A             | 11 | Alexandre Pato           |  | 61e         |
| Remplaçants : |    |                          |  |             |
| M             | 17 | Fabián Vargas            |  | 46e         |
| A             | 18 | Luiz Adriano             |  | 61e         |
| A             | 16 | Adriano Gabiru           |  | 76e 82e 84e |
| Entraineur :  |    |                          |  |             |
| Abel Braga    |    |                          |  |             |

| G              | 1  | Víctor Valdés            |  |         |
| D              | 4  | Rafael Márquez           |  |         |
| D              | 5  | Carles Puyol             |  |         |
| D              | 11 | Gianluca Zambrotta       |  | 46e     |
| D              | 12 | Giovanni van Bronckhorst |  |         |
| M              | 3  | Thiago Motta             |  | 55e 59e |
| M              | 20 | Deco                     |  |         |
| M              | 24 | Andrés Iniesta           |  |         |
| A              | 7  | Eiður Guðjohnsen         |  | 88e     |
| A              | 8  | Ludovic Giuly            |  |         |
| A              | 10 | Ronaldinho               |  |         |
| Remplaçants :  |    |                          |  |         |
| D              | 2  | Juliano Belletti         |  | 46e     |
| M              | 6  | Xavi                     |  | 59e     |
| A              | 18 | Santiago Ezquerro        |  | 88e     |
| Entraineur :   |    |                          |  |         |
| Frank Rijkaard |    |                          |  |         |

## Récompenses
| Rang | Club             | Pays             | Prime       |
| ---- | ---------------- | ---------------- | ----------- |
| 1    | SC Internacional | Brésil           | 5 000 000 $ |
| 2    | FC Barcelone     | Espagne          | 4 000 000 $ |
| 3    | Al Ahly SC       | Égypte           | 2 500 000 $ |
| 4    | Club América     | Mexique          | 2 000 000 $ |
| 5    | Chonbuk Hyundai  | Corée du Sud     | 1 500 000 $ |
| 6    | Auckland City    | Nouvelle-Zélande | 1 000 000 $ |

| Prix              | Lauréat      | Club             |
| ----------------- | ------------ | ---------------- |
| Ballon d'or       | Deco         | FC Barcelone     |
| Ballon d'argent   | Iarley       | SC Internacional |
| Ballon de bronze  | Ronaldinho   | FC Barcelone     |
| Prix du fair-play | FC Barcelone | FC Barcelone     |

## Classement des buteurs
| Rang | Joueur             | Club       | Buts |
| ---- | ------------------ | ---------- | ---- |
| 1    | Mohamed Aboutreika | Al Ahly SC | 3    |
| 2    | Flávio Amado       | Al Ahly SC | 2    |

| Joueurs ayant inscrit un but | Joueurs ayant inscrit un but | Joueurs ayant inscrit un but | Joueurs ayant inscrit un but |
| ---------------------------- | ---------------------------- | ---------------------------- | ---------------------------- |
| 3                            | Adriano Gabiru               | SC Internacional             | 1                            |
| 3                            | Luiz Adriano                 | SC Internacional             | 1                            |
| 3                            | Salvador Cabañas             | Club América                 | 1                            |
| 3                            | Deco                         | FC Barcelone                 | 1                            |
| 3                            | Eiður Guðjohnsen             | FC Barcelone                 | 1                            |
| 3                            | Kim Hyeung-bum (en)          | Chonbuk Hyundai              | 1                            |
| 3                            | Lee Hyun-seung (en)          | Chonbuk Hyundai              | 1                            |
| 3                            | Rafael Márquez               | FC Barcelone                 | 1                            |
| 3                            | Alexandre Pato               | SC Internacional             | 1                            |
| 3                            | Ricardo Rojas                | Club América                 | 1                            |
| 3                            | Ronaldinho                   | FC Barcelone                 | 1                            |
| 3                            | Zé Carlos                    | Chonbuk Hyundai              | 1                            |